# Кокоев, Алан Черменович
Алан Черменович Кокоев (10 августа 1967) — советский и российский футболист и тренер, играл на позиции вратаря.

## Биография
Профессиональную карьеру начал в 1989 году в клубе «Амур» Комсомольск-на-Амуре. В 1991 году провёл один матч за «Динамо» Гагры. В том же сезоне перешёл в «Океан» Находка, за который 3 апреля 1992 года в матче 2-го тура дебютировал в первом чемпионате России в рамках высшей лиги, проведя с первых минут выездной матч против московского «Локомотива». 19 июня 1993 в домашнем матче против московского «Динамо» вышел на замену в качестве полевого игрока. В 1994 году выступал за цхинвальский «Спартак» и «Динамо» Гагры. Далее 4 сезона провёл в «Океане». В 2006 году вновь выступал за «Спартак». После окончания карьеры игрока работал тренером в футбольной школе «Алании», а также массажистом и тренером в «Океане».

## Личная жизнь
Сын Батрадз — также профессиональный футболист.